# Ballum Kirke
Ballum Kirke er en romansk kirke i Vesterende Ballum nær Vadehavet. Kirkens kor og apsis er opført i romansk stil omkring 1150 og skibet er opført ca. 50 år efter omkring år 1200. Der 31 meter høje tårn af rød teglsten er sengotisk, fra omkring år 1500 og med højt pyramideformet spir og små gavle mod de 4 verdenshjørner. I tårnets nordmur ses en romansk gravsten. Alle kirkens tage er tækket med bly. Der er mange gamle huser omkring kirken, og er derfor omgivet af et fredet landskabsareal. Den bevarede kirkelandsby Vesterende Ballum er koncentreret med bygninger placeret langs den gade, der løber rundt om kirken kirkegården.
Apsis, kor og skib af rhinsk tuf, og våbenhuset fra renæssancen. Den romanske tufstens-bygning har smukke murdekorationer, rigest på apsis med 7 rundbuede arkader under en frise af krydsende rundbuer. Af 3 rundbuevinduer er det midterste åbent. Kor og skib har rester af lisener og blændingsfrise (koret) eller rudefrise (skibet). Apsis har det oprindelige hvælv, koret hvælv fra 15. årh. og skibet bjælkeloft med bevarede romanske bjælker. Sakristiet på korets nordside har krydshvælv og en enkel gavl af Tørninglen-type ligesom tårngavlene.

## Kirkens historie
Kirken omtales i 1514 som viet til Sankt Nikolaus. Ved Reformationen kom kirken under kongen, men i 1661 erhvervede lensgreve Hans Schack patronatsretten, og kirken hørte derefter fra 1676 under grevskabet Schackenborg, indtil den overgik til selveje den 1. oktober 1931. Siden 1921 har Ballum Sogn og Sønder Skast Sogn haft fælles præst. Under Torstenson-krigen (1643-1645) led kirken meget. I et bønskrift til kongen 1654 om hjælp til kirkens istandsættelse anføres, at svenskerne havde brugt kirken som forsvarssted og haft kanoner i tårnet.
I den firkantede fordybning i alterbordspladen, kaldet "helgengrav", fandt man engang da altertavlen blev fornyet et relikviegemme, en 9 × 7,3 cm og ca. 3 cm høj blyæske af en cirka 1 mm svær blyplade. Låget er overklippet i de fire hjørner og vinkelbøjet. På låget er der indridset med minuskler: »S(an)c(t)i nikolai / S(an)c(t)æ Virgin(is)«. I æsken ses en lille rød, spids silkekalot, firdelt af lodrette sømme i reliefbroderi med guldtråd og knude foroven. I kalotten er der indstukket en knoglestump; desuden findes syv afrevne tøjstumper, sandsynligvis i silke, i grønt, gult, rødt, brunt og hvidt. Alterbordsforsiden har et maleri fra første halvdel af 1600’erne, Kristi besøg hos farisæeren, og Maria Magdalene der salver hans fødder og aftørrer dem med sit hår.

På kirkegården lige vest for tårnet ud for indgangen til kirken ligger gravstenen Sorgagerstenen, der er rejst over en ukendt gårdmandsenke fra Misthusum. Et sagn fortæller: "I 1634 blev en ung mand dømmes til døden, da han ved et uheld havde dræbt en anden mand i et slagsmål. Moderen til denne unge mand bad greven af Schackenborg om nåde. Greven lovede derpå moderen, at sønnen ville gå fri, såfremt hun på én dag fra morgen til aften kunne høste en ager korn, hvilket almindeligvis krævede ikke mindre en 4 fuldvoksne mænd. Det lykkedes moderen at svinge seglet og høste den store mængde og således reddede hun sin søn fra dødsstraf. Dog endte den dag med, at moderen selv døde af sine anstrengelser, da sagnet siger, at hun brækkede ryggen, da hun ville rejse sig efter den lange høst". Sorgagerstenen er afbilledet med gårdmandsenken med neg og segl i armen. Hændelsen blev i 1942 til fortællingen "Sorgagre" i Karen Blixens eventyrsamling Vinter-Eventyr.

## Skibet
Skibets døre, af hvilke den søndre er tilmuret, sidder i det andet blændingsfelt fra vest; den nordre er fladbuet med udvendigt spejl, hvis omsluttende stik af tuf og tegl snarere må kaldes fladbuet end rundbuet. Kun to af nordsidens vinduer skimtes gennem pudsen, sydsidens er omdannet. Triumfmurens taggavl indtil korets taglinie er samtidig med koret, hvorimod forhøjelsen hører sammen med skibet ligesom den vestre taggavl. Korets østgavl med stigende rundbuefrise er fra forrige århundrede, men gengiver muligvis ældre forhold. Apsiden er dækket af et halvkuppelhvælv af tuf, har umiddelbart under vinduerne (ca. 1,5 m over det nuværende gulv) et horisontalt bånd, som sandsynligvis er et simpelt udkraget skifte; apsisbuen er falset. Den høje triumfbue har hulet (eller skråkantet) granitsokkel og enkle, tykt overpudsede kragbånd (med udsparing for korbuebjælke); skibets romanske loftsbjælker er bevaret. Skibets to barokpulpiturer er fra 1692 og 1734. I skibets nordøst- og sydvesthjørne er der en lukket stol, begge med enkle fyldinger forneden og skydevinduer med glasruder foroven. I den sidstnævnte stol sidder et stykke renæssancepanel med ottekantet fylding flankeret af slyngbånd og med symmetrisk blomst i den smalle frise.

## Kirkens inventar
Alteret med helgengrav er fra middelalderen. Siderne er dækket af træpaneler. Alteret har været viet tilSankt Nikolaus og jomfru Maria. Forneden mod nord ses med versalindskrift: "Luc. 7. v 36. Hende skal mange synder tilgives" på latin. Alteret blev istandsat 1926 af konservator Niels Termansen (1864-1953).
Altertavlen, fra 1801 eller 1804, har en enkel klassicistisk stil med glatte sidepilastre, der i 1924 forsynedes med høje postamenter; samtidig blev topstykket, Jahve i stråleglans, erstattet af et fyldningsbræt med fire rosetter, og et maleri fra 1924 af Niels Larsen Stevns »Hvem vil kaste den første sten?«.
Den ene af de to alterstager er fra den sidste halvdel af 1500’rne, med en ringprofilering på det tynde cylinderskaft. Den anden er fra 1648, med glidende profiler på de dybe fod- og lyseskåle og en stor skaftkugle.
Den romanske døbefont af kalksten fra Namur er en flad kumme smykket med hoveder af fabeldyr, hvilende på en cylinder omgivet af 4 frisøjler, fonten er formentlig importeret fra Belgien.
Romansk døbefont af Namurkalksten med flad kumme smykket med hoveder af fabeldyr, hvilende på en cylinder omgivet af 4 frisøjler, fonten er formentlig importeret fra Belgien.
1957—58 blev fonten restaureret af billedhuggeren Valdemar Vitus Nielsen (1908-1980). Det viste sig, at store dele var fornyet i sortmalet cement, kun en af småsøjlerne var intakt, plinten manglede tre hjørner og profilerne var overalt stærkt forvitrede. Ved restaureringen fjernedes desuden en 12 cm tyk cementforing i kummen. De manglende dele blev hugget kalksten, og fonten, der tidligere havde stået nordvest for alteret og senere omtrent midt i korgulvet, anbragtes nu på en blyplade samme sted. Messingdåbsfadet er fra 1860. Tinskålen fra 1747 og dåbskanden af tin er fra 1830.
Prædikestolen af Tøndertypen fra år 1600 har relieffer af Kristi historie. Den er på syv fag, af hvilke de tre springer frem som karnapper. Reliefferne forestiller: Herrens bebudelse, fødslen og forkyndelsen for hyrderne, dåben, Jesu opstandelse, Kristi himmelfart og Dommedag. De vanlige reliefindskrifter står i postamentfelterne. Opgang er gennem triumfmuren. Stolen står nu med sekundære farver (mørkebrun, blå, hvid), men brugen af de fra andre stole velkendte forskellige træsorter viser, at den oprindelig har stået med partiel staffering. Stolen er placeret så nær skibets væg, at dommedagsfeltet er utilgængeligt. Det ensartede stoleværk, blev fornyet 1738; 1868 ønskedes »træhovederne« på stolene (dvs. på gavlene) borttaget og i stedet anbragt en lille bue i lighed med dem over lågerne. 1694 gjorde snedker Hans Iversen et sprinkelværk oven på den nederste kvindestol, »for at formeene de fattige at henge qwinderne med hænderne ofuer hofuedet«.
- Alterbillede fra 1600-tallet: Maria Magdalene salver Jesus
- Trekantet indskrift med JHWH som Guds symbol over alteret
- Romansk kalkmaleri fra det 12. århundrede med apostlene

## Kalkmalerier
I apsisset, i dens vinduer og på apsisbuen findes senromanske kalkmalerier, fra omkring 1250 eller lidt senere. Apsismalerierne blev afdækket 1931 og restaureredes 1936 af Egmont Lind. Man kan blandt andet se apsissets apostelfrise, Madonna i solgissel, Jesus på tronen samt en del yngre indvielseskors.

## Kirkegården
Den store kirkegård hegnes af kampestensdiger, der flere steder i syd og vest er brudt af bebyggelse fra ældre tid. Foruden mindre åbninger i syd og nord findes der tre murede portaler, som danner adgangsvejene til kirke og kirkegård. Et særkende ved byen er de mange huse, som er bygget direkte ind i den lave kirkegårdsmur, så husejerne fra bagsiden af deres ejendomme har frit udsyn til kirkegårdens grave og forskelligartede beplantning.
Til minde om sognets 30 unge mænd, der faldt under 1. verdenskrig, blev der i 1922 på kirkegården anlagt en mindesten og grave.
- Vestportal
- Nordvesthjørne

## Begravede på kirkegården
- Hansigne Lorenzen (en) (1870-1952) sønderjysk digter
- Kresten Jensen (1856-1956) Ballum-Astrupdigets grundlægger, R. af D.